# Sumpsäckmossa
Sumpsäckmossa (Calypogeia muelleriana) är en bladmossart som först beskrevs av Victor Félix Schiffner, och fick sitt nu gällande namn av Karl Müller. Sumpsäckmossa ingår i släktet säckmossor, och familjen Calypogeiaceae. Arten är reproducerande i Sverige. Inga underarter finns listade i Catalogue of Life.

## Bildgalleri

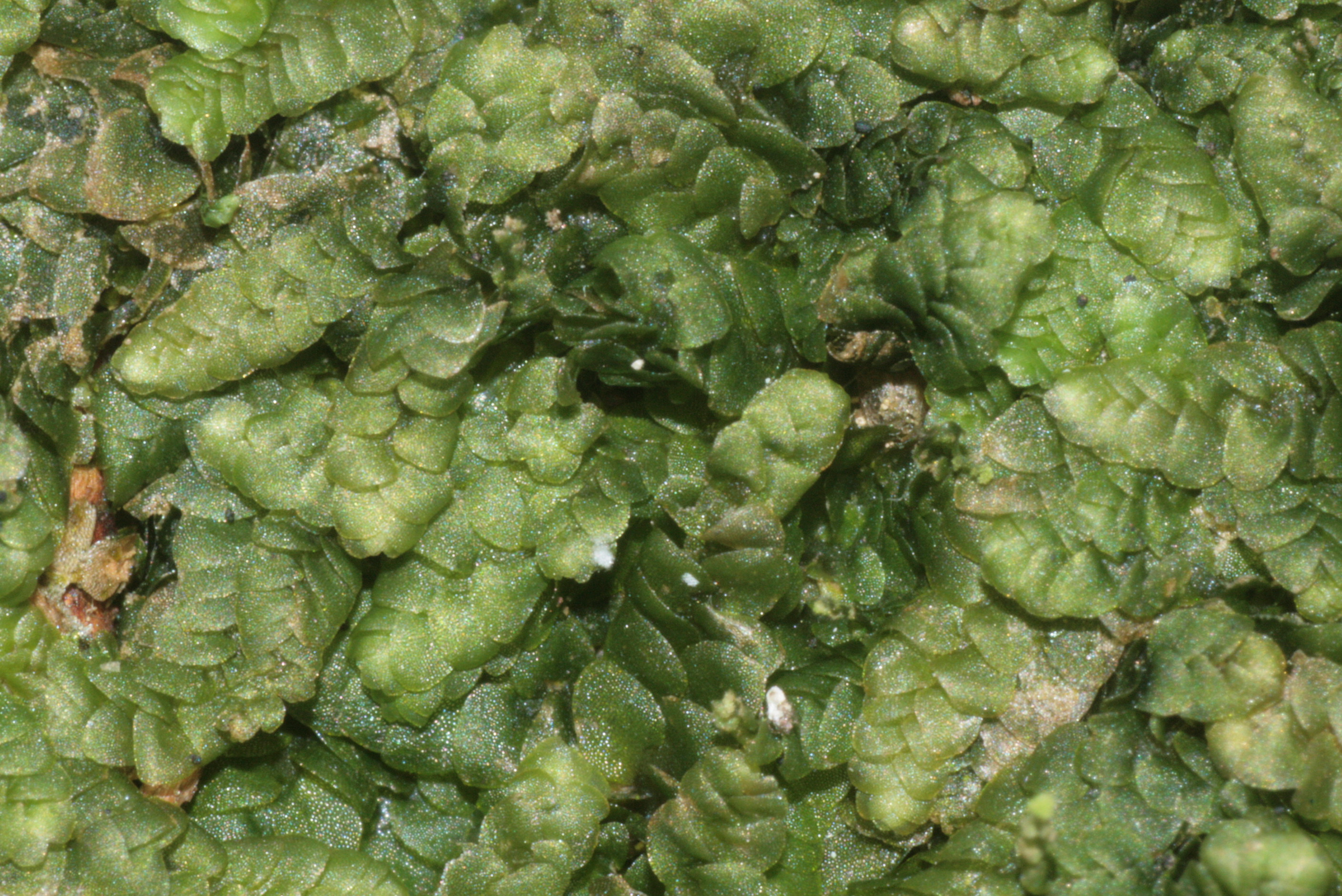
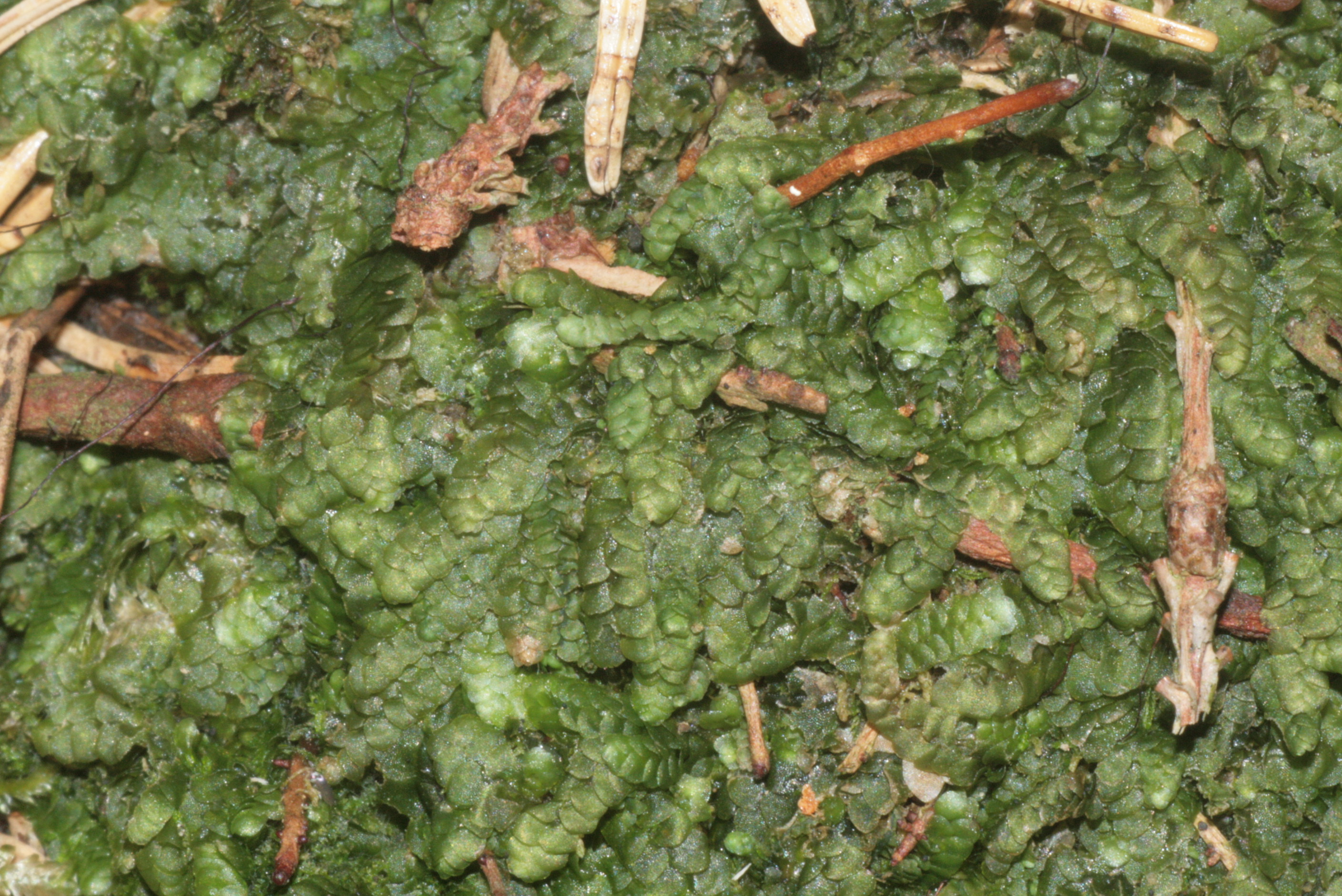
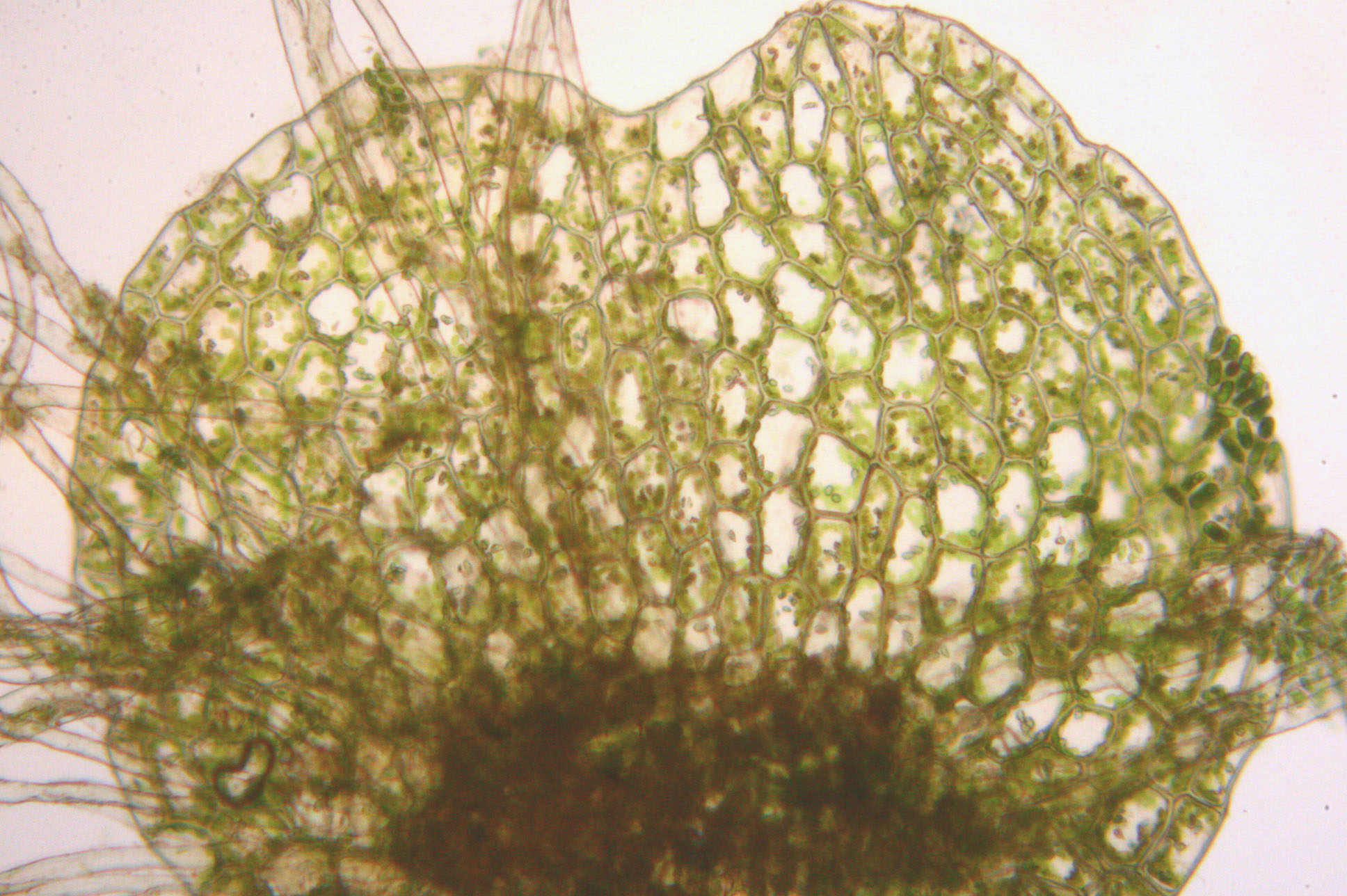
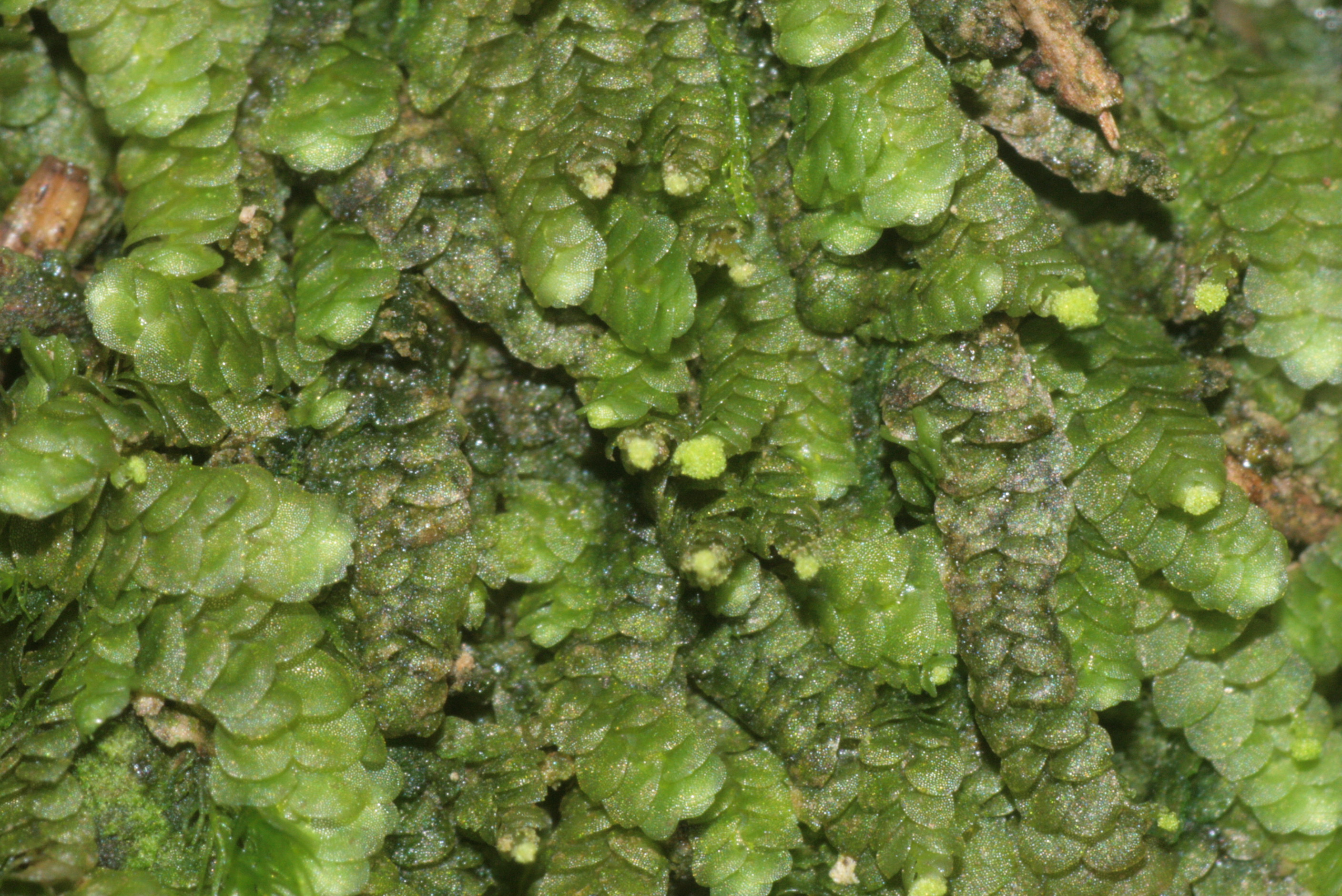